# Al-Wasl Sports Club 2012-2013
Questa voce raccoglie le informazioni riguardanti l'Al-Wasl Sports Club nelle competizioni ufficiali della stagione 2012-2013.

## Organico

### Rosa
Rosa e numerazione aggiornate al 31 agosto 2012.
| N. |                                | Ruolo | Calciatore         |
| -- | ------------------------------ | ----- | ------------------ |
| 1  | Emirati Arabi Uniti (bandiera) | P     | Rashid Al Suwaidi  |
| 3  | Emirati Arabi Uniti (bandiera) | C     | Hassan Ali         |
| 4  | Emirati Arabi Uniti (bandiera) | C     | Humaid Bin Lahej   |
| 6  | Emirati Arabi Uniti (bandiera) | D     | Waheed Ismail      |
| 7  | Emirati Arabi Uniti (bandiera) | C     | Eissa Ali          |
| 9  | Emirati Arabi Uniti (bandiera) | D     | Tariq Hassan       |
| 10 | Brasile (bandiera)             | C     | Jussiê             |
| 13 | Emirati Arabi Uniti (bandiera) | D     | Darwish Ahmed      |
| 15 | Emirati Arabi Uniti (bandiera) | P     | Ahmed Mahmoud      |
| 17 | Emirati Arabi Uniti (bandiera) | C     | Abdulrahman Yousif |
| 18 | Uruguay (bandiera)             | A     | Emiliano Alfaro    |
| 20 | Camerun (bandiera)             | C     | Achille Emana      |

| N. |                                | Ruolo | Calciatore          |
| -- | ------------------------------ | ----- | ------------------- |
| 21 | Emirati Arabi Uniti (bandiera) | A     | Hamad Al Hosani     |
| 23 | Emirati Arabi Uniti (bandiera) | C     | Mohammed Jamal      |
| 24 | Emirati Arabi Uniti (bandiera) | A     | Rashed Eisa         |
| 27 | Emirati Arabi Uniti (bandiera) | D     | Mubarak Hassan      |
| 29 | Emirati Arabi Uniti (bandiera) | D     | Yasser Salem        |
| 32 | Emirati Arabi Uniti (bandiera) | A     | Ammar Mubarak       |
| 33 | Emirati Arabi Uniti (bandiera) | C     | Saud Suhail         |
| 45 | Emirati Arabi Uniti (bandiera) | A     | Mohammed Nasser     |
| 60 | Emirati Arabi Uniti (bandiera) | D     | Jaber Abdalla Assad |
| 70 | Emirati Arabi Uniti (bandiera) | A     | Mahir Jassem        |
| 77 | Emirati Arabi Uniti (bandiera) | A     | Hassan Yousif       |
| 92 | Emirati Arabi Uniti (bandiera) | C     | Khalifa Abdullah    |
| 93 | Emirati Arabi Uniti (bandiera) | C     | Sultan Rashid       |
| 99 | Emirati Arabi Uniti (bandiera) | C     | Fahad Hadeed        |
|    | Iraq (bandiera)                | D     | Ahmad Ibrahim       |

### Staff tecnico
- Allenatore:  Guy Lacombe
- Vice-Allenatore: vacante
- Assistente tecnico: vacante
- Team manager: Humaid Yousuf
- Preparatore atletico: Luíz Carlos
- Allenatore dei portieri: Yacine Bentaala
- Dottore del team: Taha Al Rawy
- Fisioterapista: Leandro Yoshinada Suzuki
- Massaggiatore: Rarim

## Calciomercato

### Sessione estiva(dall'1/7 all'1/9)
| Acquisti | Acquisti        | Acquisti       | Acquisti                 |
| R.       | Nome            | da             | Modalità                 |
| -------- | --------------- | -------------- | ------------------------ |
| D        | Lucas Neill     | Al-Jazira      | svincolato               |
| A        | Shikabala       | Zamalek        | prestito(1.000.000 euro) |
| A        | Faisal Khalil   | Shabab Al-Ahli | prestito                 |
| A        | Emiliano Alfaro | Lazio          | prestito                 |

| Cessioni | Cessioni                 | Cessioni | Cessioni                   |
| R.       | Nome                     | a        | Modalità                   |
| -------- | ------------------------ | -------- | -------------------------- |
| A        | Juan Manuel Olivera      | Peñarol  | definitivo                 |
| C        | Mohammad Reza Khalatbari | Sepahan  | definitivo(1.000.000 euro) |

### Sessione invernale(dall'1/1 al 31/1)
| Acquisti | Acquisti        | Acquisti       | Acquisti   |
| R.       | Nome            | da             | Modalità   |
| -------- | --------------- | -------------- | ---------- |
| A        | Mohammed Nasser | Al-Ain         | definitivo |
| C        | Achille Emana   | Shabab Al-Ahli | prestito   |
| D        | Ahmad Ibrahim   | Arbil          | definitivo |
| C        | Jussiê          | Bordeaux       | prestito   |

| Cessioni | Cessioni      | Cessioni  | Cessioni   |
| R.       | Nome          | a         | Modalità   |
| -------- | ------------- | --------- | ---------- |
| D        | Lucas Neill   | Sydney FC | svincolato |
| C        | Shikabala     | Zamalek   | svincolato |
| C        | Mariano Donda |           | svincolato |
| A        | Faisal Khalil | Al-Shaab  | prestito   |